# アイドリング!!!初だ!ツアーだ!!ZEPPング!!!specialコンテンツ森田涼花・涙の卒業ライブ
『アイドリング!!!初だ!ツアーだ!!ZEPPング!!!specialコンテンツ森田涼花・涙の卒業ライブ』は、アイドリング!!!のライブBDである。2012年12月19日にポニーキャニオンからリリースされた。
アイドリング!!!初のライブツアー『Zeppツアー』からの編集版と、メンバー森田涼花のアイドリング!!!卒業公演を収録した、カップリングとなっている。

## 概要
Zeppツアー
タイトルにある通り、全国主要都市に所在するライブハウス「Zepp」を舞台にした、ライブツアー公演で、2012年6月3日のZepp Tokyoを皮切りに、6月10日Zepp Fukuoka、6月16日Zepp Nagoya、6月17日Zepp NambaOSAKAの昼夜8公演を対照に収録している。
新メンバーの5期生にとっては、初の本公演参加である。6月16日のZepp Nagoya公演に三宅ひとみは、スケジュールの都合で参加していない。
同年8月に発売する18thシングル「One Up!!!/苺牛乳」収録曲を、先行披露した。
森田涼花卒業公演
2012年5月30日にZepp DiverCityで開催された、アイドリング!!!2期生・森田涼花の卒業公演『アイドリング!!!緊急ライブ! さらば11号すぅちゃんの旅立ちング!!!』の模様を完全収録している。
森田自身が選んだセットリストとなっており、サプライズゲストとして、アイドリング!!!OGでホリプロの同僚でもある、滝口ミラが駆け付けた。
特典
オリジナルポストカード（3種のうち、ランダムで1種）が封入されている。

## 出演
Zeppツアー参加メンバー
- 遠藤舞、外岡えりか、横山ルリカ、河村唯、長野せりな、酒井瞳、朝日奈央、菊地亜美、三宅ひとみ、橘ゆりか、大川藍、橋本楓、倉田瑠夏、伊藤祐奈、野元愛、後藤郁、尾島知佳、高橋胡桃、石田佳蓮、玉川来夢、清久レイア

森田卒業ライブ参加メンバー
- 森田涼花＋上記のメンバー
- ゲスト:滝口ミラ

## 収録曲
※は「One Up!!!/苺牛乳」収録曲
Zeppツアー Zepp Tokyo公演
1. バッキューン!
2. ドキドキが止まらない♡
3. メドレー
1.MAMORE!!!
2.SUNRISE
3.無条件☆幸福
4.ダンスメドレー
5.モテ期のうた2012
6.MAMORE!!!
4. 恋の20連鎖!!
5. Don't think. Feel !!!
6. SISTER
7. Don't be afraid (アンコール)
Zepp Fukuoka公演
8. 遥かなるバージンロード
9. キャラメルラテ飲み行こー!
10. プールサイド大作戦 (アンコール)
11. CHANGE THE WORLD (シークレットガールズ)
12. やらかいはぁと
13. Like a shooting star (アンコール)
Zepp Nagoya公演
14. Queen Bee 〜少女の時代から〜
15. 犯人はあなたです♡
16. Stay with me
17. 目には青葉 山ホトトギス 初恋 (アンコール)
18. 機種変エクスタシィ (アンコール)
19. ガンバレ乙女（笑） (アンコール)
20. friend (アンコール)
Zepp NambaOSAKA公演
21. GO EAST!!! GO WEST!!!
22. サラサラ★キューティコー
23. One Up!!! ※
24. まけへんで (アンコール)
25. eve (アンコール)

森田涼花卒業公演 Zepp DiverCity
1. baby blue
2. 手のひらの勇気
3. 目には青葉 山ホトトギス 初恋
4. レモンドロップ
5. 告白
6. 放課後テレパシィ
7. バッキューン!
8. GO EAST!!! GO WEST!!!
9. やらかいはぁと
10. S.O.W. センスオブワンダー
11. 犯人はあなたです♡
12. eve
13. まけへんで
14. モテ期のうた～season2～
15. 恋の20連鎖!!
16. さよなら・またね・だいすき